# Tre härskare och fem kejsare
Tre härskare och fem kejsare 三皇五帝 (Sānhuáng wǔdì) var åtta mytologiska och legendariska förhistoriska gestalter i kinesisk mytologi som levde innan Xiadynastin och regerade under åren 2852 till 2206 f.Kr.Tidsepoken för Tre härskare och fem kejsare är samtida med Yangshaokulturen.
De tre härskarna var som gudar och de fem kejsarna var mänskliga men perfekta. Möjligen kan någon av dem ha existerat.
I denna artikeln har skrivtecknet 皇 översatts till härskare och 帝 till kejsare, vilket inte är ett helt självklart val då dessa tecken har ändrat betydelse under tidens gång. När Ying Zheng år 221 f.Kr. utropade sig till Kinas första kejsare valde han att kombinera skrivtecknen 皇 och 帝 för att skapa sin titel vilket är det ord som idag används för kejsare 皇帝 (huángdì).
Det finns olika definitioner om vilka som var de tre härskarna och de fem kejsarna. I denna artikeln är personuppsättningen enligt krönikan "Genealogical annals of the emperors and kings" 帝王世紀. vald, vilken har blivit allmänt accepterat.
De tre härskarna 三皇 var:
- Fuxi 伏羲 (även kallad Tai Hao 太昊, Pao Xi 庖羲 och Mi Xi 宓羲[7]) som regerade år 2852-2738 f.Kr.[2] Var tillsammans med sin fru och syster Nüwa 女媧 skapare av världen.[7]
- Shennong 神農 (även kallad Yan Di 炎帝 och Lie Shan 烈山) som regerade år 2737-2698 f.Kr.[2]
- Gula Kejsaren, Huang Di 黃帝 med familjenamn Xuanyuan 軒轅氏 som regerade år 2697-2598 f.Kr.[2] Var stamfader till alla Hankineser.[8]

Andra källor har även i olika konstellationer haft med Sui Ren 燧人, Nüwa 女媧  och Zhu Rong 祝融 i gruppen av de tre härskarna.

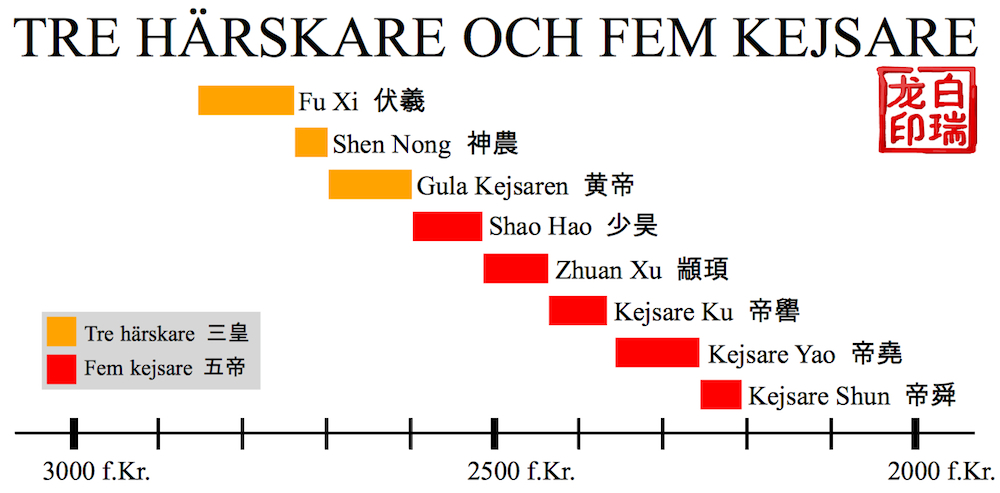
Tidslinje över regeringstid för de tre härskarna och de fem kejsarna

De fem kejsarna 五帝 var:
- Shaohao 少昊 med familjenamn Jintian 金天氏 som regerade år 2597-2514 f.Kr.[2] Son till Gula Kejsaren.[8]
- Zhuanxu 顓頊 med familjenamn Gaoyang 高陽氏 som regerade år 2513-2436 f.Kr.[2] Barnbarn till Gula Kejsaren.[8] Zhuan Xu var den av kejsarna som mest sannolikt har existerat.[4]
- Kejsare Ku 帝嚳 med familjenamn Gaoxin 高辛氏 som regerade år 2435-2366 f.Kr.[2] Barnbarns barn till Gula Kejsaren.[8]
- Kejsare Yao 帝堯 med familjenamn Taotang 陶唐氏 (även kallad Fang Xun 放勛) som regerade år 2356-2256 f.Kr.[2] Son till Kejsare Ku.[8]
- Kejsare Shun 帝舜 med familjenamn Youyu 有虞氏 (även kallad Chong Hua 重華) som regerade år 2255-2206 f.Kr.[2] Svärson till Kejsare Yao.[4]

Andra källor har även i olika konstellationer haft med Gula Kejsaren 黃帝, Di Zhi 帝摯, Fuxi 伏羲  och Shennong 神農 i gruppen av de fem kejsarna.